# Het papschoolgenie
Het papschoolgenie is het derde album uit de Belgische stripreeks De avonturen van Urbanus en verscheen in 1984. Vanaf dit album werd tekenaar Willy Linthout op vlak van scenario bijgestaan door Urbanus zelf.

## Verhaal
In het verhaal komt koning Boudewijn op bezoek in Urbanus' school. Dankzij Amedee wordt Urbanus bekroond als slimste leerling van de klas en de koning doet hem een interessant voorstel: als hij dit jaar slaagt in zijn examen, krijgt hij een echte chocoladefabriek cadeau. Urbanus is vastberaden álles te doen om te slagen, maar zijn jaloerse klasgenoten willen daar maar al te graag een stokje voor steken.

## Culturele verwijzingen
- Koning Boudewijn krijgt een cameo in dit album. Hij zou in de vroege albums van Urbanus nog vaak opgevoerd worden als personage.